# 浄土宗西山禅林寺派
浄土宗西山禅林寺派（じょうどしゅう せいざん ぜんりんじは）は、京都市左京区の禅林寺（永観堂）を総本山とする広義の浄土宗の一派。

## 本尊
- 阿弥陀如来

## 依拠の経典
- 浄土三部経

## 総本山
浄土宗西山禅林寺派総本山
- 永観堂 禅林寺…（正式名称）聖衆来迎山無量寿院禅林寺（京都府京都市左京区）

http://www.eikando.or.jp/

## 歴史
そもそもは浄土宗の開祖法然上人の高弟である西山上人証空が、自らが唱える西山義の教えを広めたことに始まる。こうして証空によって唱えられた西山義はやがて浄土宗西山派として知恩院の浄土宗鎮西派に次ぐ浄土宗内での大きな派となっていく。
禅林寺派はその浄土宗西山派の流れをくむ一派である。証空の弟子である西谷（せいこく）流の浄音が、証空の教えの上に更に自らの考えをも交えて西谷流を唱えだし光明寺（粟生光明寺）や禅林寺を中心に西山義、西谷流の教えを広めたのが直接の始まりである。
1870年（明治3年）に浄土宗鎮西派（現在の宗教法人浄土宗）と浄土宗西山派が統一された。が、1876年（明治9年）9月25日に再び分裂する。この時に浄土宗西山派は西谷流・光明寺が西本山、西谷流・禅林寺が東本山、深草流・誓願寺が北本山、深草流・円福寺が南本山となり、四本山制となる。
1919年（大正8年）4月30日、浄土宗西山派がそれぞれの考えの違いから光明寺を総本山とする浄土宗西山光明寺派、禅林寺を総本山とする浄土宗西山禅林寺派、誓願寺を総本山とする浄土宗西山深草派の三つに分裂する。この三つを総称して西山三派という。
1941年（昭和16年）3月31日、西山三派が国策により再び浄土宗西山派として統合されるが、第二次世界大戦終結後の1948年（昭和23年）に再び三つに分裂する。その際、浄土宗西山光明寺派は名称を西山浄土宗に改めた。

## 本山
- 禅林寺（永観堂）京都府京都市左京区永観堂町48